# Ceratium
 Ceratium  ist eine Gattung der Dinoflagellaten aus der Ordnung Gonyaulacales. Die großen Einzeller leben in Salz- und Süßgewässern.

## Merkmale
Die Zellen sind groß. Die Spitze des Episoms ist stark erhöht oder sogar zu einem Apikalhorn ausgebildet, das Hyposom weist zwei oder mehr Antapikalhörner auf. Das Cingulum liegt mehr oder weniger in der Mitte.
Ceratium-Arten weisen gelb-braune Chloroplasten auf. Bei meeresbewohnenden Arten kommt Anisogamie mit zygotischem Kernphasenwechsel vor. Vegetativ vermehren sie sich durch eine schräge Längsteilung, bei der die Panzerung schräg zum Sulcus gesprengt und durch die Zellen anschließend wieder ergänzt wird.

## Vorkommen
Ceratium sind ausschließlich aquatisch vorkommende Organismen, die im Süß- und Salzwasser vorkommen. In großen Mengen können sie Auslöser einer sogenannten Roten Tide werden, bei der sie das Wasser braun färben. Einige Arten sind zur Biolumineszenz fähig.

## Arten (Auswahl)
- Ceratium compressum
- Ceratium divaricatum
- Ceratium euarcuatum
- Ceratium furca
- Ceratium fusus
- Ceratium hirundinella
- Ceratium horridum

## Nachweise
1. 1 2 3  John J. Lee, Gordon F. Leedale, Phyllis Bradbury (Hrsg.): Illustrated Guide to the Protozoa, 2nd Edition. Band 1. Society of Protozoologists, Lawrence KS 2000, ISBN 1-891276-22-0, S. 670 (englisch).
2. 1 2  Andreas Bresinsky, Christian Körner, Joachim W. Kadereit, Gunther Neuhaus, Uwe Sonnewald: Lehrbuch der Botanik. Begründet von Eduard Strasburger. 36. Auflage. Spektrum Akademischer Verlag, Heidelberg 2008, ISBN 978-3-8274-1455-7, S. 703.